# Dubrava (gmina Ivanjica)
Dubrava (cyr. Дубрава) – wieś w Serbii, w okręgu morawickim, w gminie Ivanjica. W 2011 roku liczyła 1695 mieszkańców.